# Sainte-Foy-la-Grande
Sainte-Foy-la-Grande település Franciaországban, Gironde megyében. Lakosainak száma 2561 fő (2022. január 1.). Sainte-Foy-la-Grande Port-Sainte-Foy-et-Ponchapt és Pineuilh községekkel határos.

## Népesség
A település népessége az elmúlt években az alábbi módon változott:
| Lakosok száma | 3186 | 2967 | 2745 | 2588 | 2321 | 2414 | 2554 | 2627 | 2665 | 2561 |
|               | 1968 | 1982 | 1990 | 2006 | 2013 | 2015 | 2017 | 2019 | 2020 | 2022 |